# Turkvision Song Contest 2014
Il Turkvision Song Contest 2014 è stata la 2ª edizione del concorso musicale.  La seconda edizione si è svolta a Kazan' nella repubblica del Tatarstan. la semifinale si è svolta 19 novembre 2014 mentre la finale il 21 novembre 2014 
In questa edizione debuttano 6 paesi: Albania, Bulgaria, Germania, Iran, Oblast' di Mosca e Turkmenistan, mentre si ritirano Altaj, Bielorussia, Kemerovo, Kosovo e Cipro del Nord patercipanti nella scorsa edizione.
La competizione canora è stata vinta dal Kazakistan con la canzone Izin korem interpretata dal cantante Zhanar Dugalova che ha ottenuto il primo posto con 225 punti.

## Location

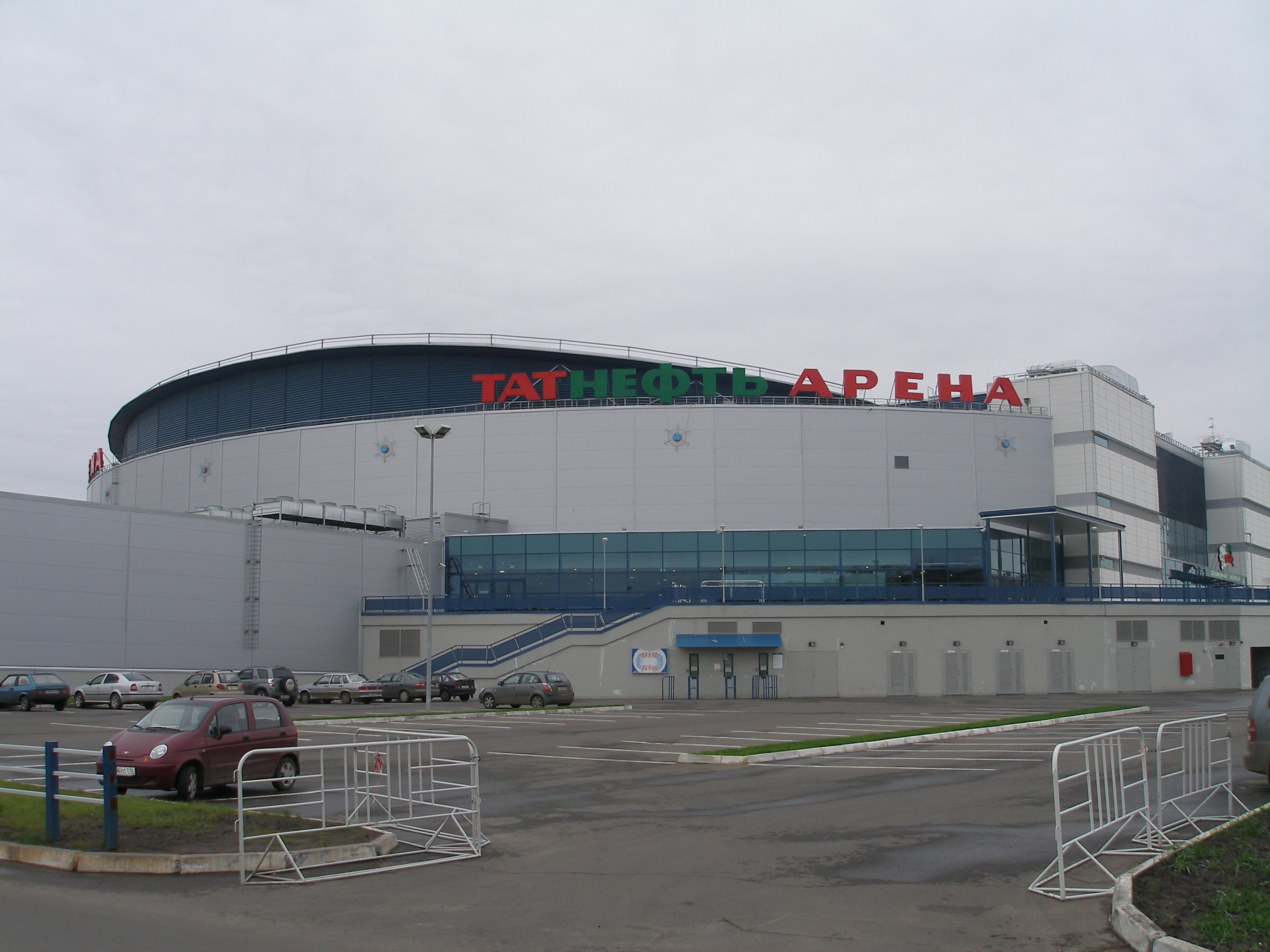
Il TatNeft Arena, sede dell'evento per il 2014

L'evento si è svolto nel TatNeft Arena.

## Format
L'evento consiste in una semifinale e in una finale, tutti i partecipanti prendono parte alla semifinale, in questa edizione sono 15 i paesi che si qualificheranno e procederanno alla finale.

## Fasi

### Semifinale
La semifinale si è svolta il 19 novembre 2014, 15 dei 25 paesi partecipanti passano alla finale.
- Nazioni che passano il turno e vanno in finale

| Nr | Paese                                 | Artisti                          | Canzone                   | Lingua           | Posizione | Punti |
| -- | ------------------------------------- | -------------------------------- | ------------------------- | ---------------- | --------- | ----- |
| 01 | Kazakistan                            | Zhanar Dugalova                  | "Izin korem" (Ізін көрем) | Kazako           | 3         | 198   |
| 02 | Germania                              | Fahrettin Güneş                  | "Sevdiğim"                | Turco            | 21        | 149   |
| 03 | Turkmenistan                          | Züleyha Kakayeva                 | "Shikga-Shikga bilerzik"  | Turkmeno         | 15        | 164   |
| 04 | Georgia                               | Ayla Shiriyeva & Aysel Mammadova | "Tenhayam"                | Azero            | 25        | 141   |
| 05 | Uzbekistan                            | Aziza Nizamova                   | "Dunyo boʻlsin omon"      | Uzbeko           | 10        | 172   |
| 06 | Albania                               | Xhoi Bejko                       | "Hava ve Ates"            | Turco, Albanese  | 19        | 154   |
| 07 | Găgăuzia                              | Maria Topal                      | "Aaladim"                 | Gagauzo          | 16        | 162   |
| 08 | Ucraina                               | Natali Deniz                     | "Sän benim"               | Gagauzo          | 23        | 148   |
| 09 | Iran                                  | Barish Grubu                     | "Heydar Baba"             | Azero            | 9         | 178   |
| 10 | Cabardino-Balcaria/ Karačaj-Circassia | Eldar Zhanikaev                  | "Barama" (Барама)         | Cabardo          | 24        | 148   |
| 11 | Tatarstan                             | Aydar Söläymanov                 | "Atlar çaba" (Атлар чаба) | Tataro           | 1         | 223   |
| 12 | Oblast' di Mosca                      | Kazan World                      | "Sine kötäm" (Сине көтәм) | Tataro           | 5         | 190   |
| 13 | Kirghizistan                          | Non-Stop                         | "Seze bil" (Сезе бил)     | Chirghiso        | 6         | 190   |
| 14 | Sacha (Jacuzia)                       | Vladlena Ivanova (Sakhaya)       | "Kyn" (Күн)               | Jacuto           | 12        | 168   |
| 15 | Turchia                               | Funda Kiliç                      | "Hoppa"                   | Turco            | 2         | 199   |
| 16 | Bosnia ed Erzegovina                  | Mensur Salkić                    | "Šutim/Susuyorum"         | Bosniaco         | 13        | 168   |
| 17 | Baschiria                             | Zaman                            | "Kubair" (Кубаир)         | Baškiro          | 4         | 193   |
| 18 | Bulgaria                              | İsmail Matev                     | "Yollara, Taşlara"        | Turco            | 11        | 168   |
| 19 | Iraq                                  | Ahmet Tuzlu                      | "Çal Kalbimi"             | Azero            | 18        | 155   |
| 20 | Crimea                                | Darina Siniçkina                 | "Gider isen" (Гидер исен) | Tataro di Crimea | 8         | 178   |
| 21 | Azerbaigian                           | Elvin Ordubadli                  | "Divlerin Yalqizliği"     | Azero            | 14        | 166   |
| 22 | Romania                               | Cengiz Erhan & Alev Gafar        | Genclik Basa Bir Gelir"   | Turco            | 17        | 158   |
| 23 | Macedonia del Nord                    | Kaan Mazhar                      | "Yolumu Bulurum"          | Turco            | 7         | 181   |
| 24 | Chakassia                             | Sayana Saburova                  | "Alzhaas"                 | Chakasso         | 22        | 148   |
| 25 | Tuva                                  | Ayas Kuular                      | "Subedei"                 | Tuvano           | 20        | 151   |

### Finale
La finale si è svolta il 21 novembre.
| Nr. | Paese                | Artista                    | Canzone                   | Lingua           | Posizione | Punti |
| --- | -------------------- | -------------------------- | ------------------------- | ---------------- | --------- | ----- |
| 01  | Turchia              | Funda Kiliç                | "Hoppa"                   | Turco            | 15        | 128   |
| 02  | Crimea               | Darina Siniçkina           | "Gider isen" (Гидер исен) | Tataro di Crimea | 6         | 186   |
| 03  | Kazakistan           | Zhanar Dugalova            | "Izin korem" (Ізін көрем) | Kazako           | 1         | 225   |
| 04  | Uzbekistan           | Aziza Nizamova             | "Dunyo boʻlsin omon"      | Uzbeko           | 7         | 183   |
| 05  | Iran                 | Barish Grubu               | "Heydar Baba"             | Azero            | 13        | 167   |
| 06  | Baschiria            | Zaman                      | "Kubair" (Кубаир)         | Baškiro          | 3         | 199   |
| 07  | Kirghizistan         | Non-Stop                   | "Seze bil" (Сезе бил)     | Chirghiso        | 4         | 196   |
| 08  | Turkmenistan         | Züleyha Kakayeva           | "Shikga-Shikga bilerzik"  | Turkmeno         | 5         | 192   |
| 09  | Sacha (Jacuzia)      | Vladlena Ivanova (Sakhaya) | "Kyn" (Күн)               | Jacuto           | 7         | 183   |
| 10  | Bulgaria             | İsmail Matev               | "Yollara, Taşlara"        | Turco            | 11        | 172   |
| 11  | Azerbaigian          | Elvin Ordubadli            | "Divlerin Yalqizliği"     | Azero            | 9         | 177   |
| 12  | Bosnia ed Erzegovina | Mensur Salkić              | "Šutim/Susuyorum"         | Bosniaco         | 10        | 176   |
| 13  | Macedonia del Nord   | Kaan Mazhar                | "Yolumu Bulurum"          | Turco            | 14        | 166   |
| 14  | Oblast' di Mosca     | Kazan World                | "Sine kötäm" (Сине көтәм) | Tataro           | 12        | 170   |
| 15  | Tatarstan            | Aydar Söläymanov           | "Atlar çaba" (Атлар чаба) | Tataro           | 2         | 201   |

## Paesi ritirati
- Repubblica dell'Altaj
- Bielorussia
- Kemerovo
- Kosovo
- Cipro del Nord

## Giuria nazionale
- - Avni Qahili
- - Eldar Qasımov
- - Aigul Akhmadeeva
- - Ahmed Švrakić
- - Seyran Mambetov
- - Afik Novruzov
- - Javat Abrahem
- - Fethullah Ahmed Salih
- - Nadezhda Hadzhieva
- - Bolat Mazhagulov
- - Gulnur Satylganova
- - Eran Hasip
- Mosca - Arman Davletyarov
- - Dina Garipova
- - Sinan Akçıl
- - Atageldi Garyagdyyew
- - Mansur Tashmatov
- - Vladimir Indigirsky

## Trasmissione dell'evento
- – ATV Azerbaijan
- – Kurai Television
- – Hayat TV
- – Crimea Public Radio and Television
- – GRT Television
- – Marmueli Television
- - Türkshow
- - IRIB
- - Turkmenli Television
- – Adam Media Group (Commentators - Timur Serzhanov & Arman Duisenov)[4]
- - Arhiz 24
- - RTV
- – KTRK
- – MRT 2
- – Kibris Genc Television
- - GTRK Omsk[5]
- - Alpha Media TV
- – TMB Russia - Your World East (non-participating)
- – Maydan Television
- – TMB TV
- - ODTRK Odessa